# Russische literatuur
Russische literatuur omvat alle in het Russisch geschreven teksten waaraan literaire waarde wordt toegekend. De Russische literatuur kende een grote bloeiperiode in de 19e eeuw, met schrijvers als Poesjkin, Tolstoj, Dostojevski, Toergenjev en Tsjechov. Lange periodes, maar met name ook in het grootste deel van de twintigste eeuw, zwichtte de Russische literatuur sterk onder de censuur van het Russische staatsbewind.

## Tot 1700: Oudrussische literatuur
De Russische literatuur is op zich betrekkelijk jong. Pas vanaf 1700 werden er met regelmaat werken geschreven die het predicaat 'literair' verdienden. Alles van voor die tijd wordt tot de Oudrussische literatuur gerekend. Het zijn voornamelijk vertalingen van historische- of religieuze werken. Feitelijk geldt als enig hoogtepunt uit deze periode het twaalfde-eeuwse Igorlied.

## 1700-1800: de taalvernieuwers
Ten tijde van Catharina de Grote, in de 18e eeuw, had de Russische literatuur te lijden onder zware censuur. Diverse maatschappijkritische toneelschrijvers werden gearresteerd. Alleen Fonvizin was zo populair dat hij een redelijke mate van vrijheid genoot.
De literatuur uit deze periode was vaak moeilijk toegankelijk, onder meer vanwege het ontbreken van een adequate versvorm en een algemeen beschaafde schrijftaal. Bovendien stond het taalgebruik sterk onder invloed van het Kerkslavisch. Eerste stappen in een taalvernieuwing werden gezet door Tredjakovski, Lomonosov en later Karamzin. De meest populaire schrijver van de 18e eeuw en feitelijk de enige die nog steeds wordt gelezen is Derzjavin, die een stuk minder classicistisch was dan de eerder genoemde schrijvers.

## 1800-1890: de gouden eeuw
De moderne Russische literatuur begint feitelijk bij Aleksandr Poesjkin, "toetssteen voor alle dichters en schrijvers na hem". Met de komst van Poesjkin veranderde de Russische literatuur ingrijpend. Zijn grote vormbeheersing en het verstechnisch meesterschap inspireerde een hele 'pleiade', zoals dat genoemd werd, van jonge talentvolle tijdgenoten, zoals de romanticus, Zjoekovski, Baratinski, Delvig, Batjoesjkov, Nekrasov, Aleksej Tolstoj, Tjoettsjev en Fet. Na de Decembristenopstand in 1825, en kort daarna de dood van Poesjkin zelf was de dominantie van de 19e-eeuwse dichtkunst voorbij en ging het proza een steeds belangrijkere rol spelen.
Beginnend met Lermontov en Gogol brak voor het Russische proza, mede ook door vermindering van de censuur, een gouden tijd aan, met de criticus Belinski als belangrijkste inspirator. Met name in de jaren tussen 1840 en 1890 werden door schrijvers als Leo Tolstoj, (Oorlog en vrede, Anna Karenina), Dostojevski (Misdaad en Straf, De broers Karamazov), Gontsjarov (Oblomov), Toergenjev (Vaders en zonen) en Anton Tsjechov (verhalen en toneel) literaire meesterwerken gepubliceerd die hun weerga in de wereldliteratuur nauwelijks kennen. De 19de eeuw wordt dan ook traditioneel aangemerkt als de gouden eeuw van de Russische literatuur. Als centrale literaire stroming gold het Russisch realisme, waarbinnen een zekere spanning voelbaar was tussen progressieve, meer Westers-gezinde schrijvers en de meer Oosters georiënteerde slavofielen.

## 1890-1920: de zilveren periode
De periode tussen 1880 en 1890 werd in Rusland, met de dood van Dostojevski en Toergenjev en de 'bekering' van Tolstoj, gevoeld als een periode van stagnatie. In de periode rond de eeuwwisseling echter komt Rusland niet alleen economisch maar ook literair-cultureel opnieuw tot bloei, zodanig zelfs dat gesproken wordt van een 'Zilveren eeuw'.
De zilveren periode stond aanvankelijk vooral in het teken van het symbolisme, voor wiens adepten het woord vooral een polyvalente symbolische betekenis had. Belangrijke vertegenwoordigers van de vroege Russische symbolistische poëzie, die vooral l'art-pour-l'art propageerden, waren Merezjkovski, zijn vrouw Zinaida Hippius, Solovjov, Valeri Brjoesov, Balmont, Sologoeb, Volosjin en Annenski. Tot de latere, meer filosofisch en spiritueel georiënteerde symbolisten behoorden Ivanov, Bely, Remizov en Blok.
Literaire stromingen die voortbouwden op het Russisch symbolisme (of zich er eigenlijk tegen zeiden af te zetten) waren de op de 'gewone' betekenis van het woord georiënteerde acmeïsten (Goemiljov, Achmatova, Mandelstam), de meer op klanken georiënteerde futuristen (Severjanin, Clebnikov, Aleksej Kroetsjonych, Boerljoek Majakovski), de op de formele tekstkenmerken gerichte formalisten (Sjklovski) en (iets later) de vooral op het 'beeld' gerichte imaginisten (Jesenin, Mariënhof, Sjersjenevitsj).
Vooraanstaande prozaschrijvers uit deze periode waren Koeprin, Andrejev, Gorki, Sologoeb, Remizov, Zamjatin, opnieuw Bely de later geëmigreerde Boenin. Eveneens belangrijke schrijvers die reeds in de zilveren periode beginnen te publiceren waren verder de minder goed te classificeren dichteres Marina Tsvetajeva en de dichter Boris Pasternak.

## Sovjettijdperk

### 1920-1930: de experimentele periode
De eerste jaren van het Sovjetregime kenmerkten zich door een sterke experimenteerdrift en het zoeken naar nieuwe vormen. Aanvankelijk hadden met name de avant-gardisten en de futuristen, met Majakovski als belangrijkste voorman, nog een grote invloed, onder meer vanuit hun beweging en gelijknamige tijdschrift LEF.
Veel literaire groeperingen uit deze periode zochten nadrukkelijk ook aansluiting bij het nieuwe Sovjetbewind en de communistische idealen. Mooi voorbeeld hiervan is de Proletkoelt, een beweging die tot doel had het tot stand brengen van een cultuur voor en door proletariërs en het tegengaan van de bourgeoiscultuur, via verenigingen en zogenaamde volksuniversiteiten. Meer dogmatisch was de RAPP (met onder andere Foermanov), minder orthodox was haar tegenhanger: het door de criticus Voronski opgerichte literaire genootschap Pereval.
Een ander spraakmakend literair gezelschap in de jaren twintig werd gevormd door de Serapionbroeders. Zij zagen het kunstwerk als autonoom, een realiteit op zichzelf. Het gaat om de verbeelding, om oprechtheid. Literair engagement wordt niet erkend. Ieder lid houdt zijn eigen denkbeelden. Tot de Serapions behoorden onder andere Fedin, Tichonov (beiden later rechtlijnige volgers van het Sovjetregime) en Zosjtsjenko. Als belangrijke leermeester gold de onafhankelijke Zamjatin.
Een van de belangrijkste groepen uit de late jaren twintig was de vooral absurdistisch georiënteerde OBERIU-beweging, waaraan onder andere Zabolotski, Vvedenski, Vaginov en Charms deelnamen.
Andere beroemde, eveneens met taal experimenterende auteurs uit de vroege Sovjetperiode zijn Michail Boelgakov, Pilnjak, Ilf en Petrov, Platonov, Oljesja en Babel.
Het einde van de experimenteerperiode uit de jaren twintig, met haar vele bewegingen en groeperingen, werd gemarkeerd door de zelfmoord van Majakovski in 1930 en definitief met de oprichting van de Bond van Sovjetschrijvers in 1932.

### 1930-1953: socialistisch realisme
Via de Bond van Sovjetschrijvers drong de Sovjetisering nu volledig door tot de literatuur; het socialistisch realisme werd de enige nog toegestane literatuurstijl. De censuur vierde hoogtij. Het typische Sovjetoptimisme, de partijtrouw, de volksheid, de verheerlijking de vooruitgang (en na de oorlog de wederopbouw), met de altijd positieve helden, waren het duidelijkst herkenbaar bij Ostrovski en Gladkov. Andere belangrijke vertegenwoordigers waren de oude Gorki (boegbeeld van het Sovjetbewind, de eerste voorzitter van de bond), Sjolochov (de latere Nobelprijswinnaar), Aleksej Tolstoj, alsook de dichters Simonov en Tvardovski. Behoudens een aantal schrijvers die in een eigen stijl geruisloos langs de grenzen van het toelaatbare wisten te manoeuvreren (Prisjvin, Paustovski), waren er sinds het midden van de jaren dertig eigenlijk nauwelijks of geen schrijvers meer die nog persoonlijke werk konden publiceren zonder de verstikkende regels van het opgelegde socialistisch realisme. In deze periode werden weliswaar enkele van de grote klassieke literaire werken uit de twintigste eeuw geschreven (Boelgakovs De Meester en Margarita, Grossmans Leven en Lot, Platonovs Tsjevengoer, Rybakovs Kinderen van de Arbat en Pasternaks Dokter Zjivago), maar deze konden pas vele jaren later het licht zien.

## Emigratie
De klassieke traditie van de Russische literatuur werd tussen 1920 en 1950 ironisch genoeg vooral voortgezet in het buitenland. Na de Russische Revolutie waren meer dan twee miljoen Russen hun vaderland ontvlucht, waaronder veel getalenteerde schrijvers. Zo ontstond in de jaren twintig, dertig en veertig een bloeiende Russische emigratieliteratuur, met als belangrijkste vertegenwoordigers Georgi Ivanov, Gaito Gazdanov, Mark Aldanov, Vladislav Chodasevitsj, en vooral Marina Tsvetajeva (die in 1939 weer terugkeerde), Ivan Boenin en Vladimir Nabokov (die later in het Engels zou gaan schrijven).

## 1953-1991: post Stalin-periode
Na de dood van Stalin in 1953, tijdens de bewindsperiode van Chroestsjov, volgde voorzichtig een periode van 'dooi' in de Sovjetliteratuur. Schrijvers die profiteerden van de nieuwe vrijheid waren Ilja Ehrenburg (eerder een coryfee van het socialistisch realisme), Sloetski, Baklanov (die als een der eersten over de verschrikkingen van de oorlog kon schrijven) en aanvankelijk ook Brodsky en Solzjenitsyn. Ook een aantal eerder verboden werken, bijvoorbeeld van Boelgakov, konden nu ineens worden gepubliceerd. Verder profiteerden een aantal jonge dichters van de nieuwe vrijheid en maakten poëzie tot een massaal cultureel fenomeen; Jevtoesjenko, Voznesenski, Rozjdestvenski en Achmadoelina presteerden het om volle zalen te trekken als zij hun gedichten voordroegen.
De vrijheid was echter relatief en bleek uiteindelijk ook maar van korte duur. Een eerste signaal dat er duidelijk grenzen werden gesteld aan wat kon of niet kon was Pasternaks afwijzing van de Nobelprijs voor de literatuur in 1959, onder druk van de Sovjetautoriteiten. Onder Brezjnev werden dissidente schrijvers vervolgens weer volop vervolgd en veroordeeld voor "Anti-Sovjet sentiment" of simpelweg "parasitisme". Sinjavski en Solzjenitsyn werden verbannen en verschillende leiders van de jongere generatie moesten naar de Verenigde Staten emigreren, zoals Brodsky, Limonov en Sokolov. Anderen zoals Venedikt Jerofejev zochten een tragische vlucht in de drank. Solzjenitsyn en Sjalamov konden hun bekende kampliteratuur, over het leven in de Goelag, aanvankelijk enkel in het buitenland publiceren. Desalniettemin bleven de meeste van deze door de censuur zwaar tegengewerkte schrijvers vaak toch bekend in de Sovjet-Unie door de samizdat, illegale drukkerijtjes, waar verboden werk toch werd afgedrukt.
Opvallend is overigens dat het klassieke socialistisch realisme tijdens de nieuwe repressie onder Brezjnev nooit meer echt terugkeerde. De periode tussen 1960 en 1985 kenmerkt zich enerzijds door een aantal eenvoudig maar opvallende kritisch schrijvende dorpsschrijvers (Bjelov, Raspoetin, Aksjonov, Astafjev) en anderzijds door meer individuelere stadsschrijvers (Trifonov, Aksjonov). Ook treden weer een aantal satirici naar voren (Vojnovitsj, Viktor Jerofejev, Zinovjev), hoewel deze de goedkeuring van de autoriteiten meestal niet konden vinden.
In de Sovjet-Unie werd verder ook op ruime schaal Sciencefiction geproduceerd. Dit hing mogelijk samen met het Russische pionierswerk in de ruimte, maar kwam ook omdat sciencefiction in de Sovjet-Unie vaak gekenmerkt werd door verholen kritische reflectie. Enige namen van S/F-schrijvers zijn (doorheen de jaren): Beljajev, Boelytsjov, Prigov, Aleksej Tolstoj, de broers Arkadi en Boris Stroegatski en Obroetsjev.

## Postcommunisme
Vanaf het einde van de 20ste eeuw is er sprake van een moeilijke periode voor de Russische literatuur. Na de glasnost werd duidelijk opnieuw gezocht naar nieuwe vormen, duidelijke hoofdstromingen zijn nog moeilijk te herkennen. Bekende namen uit de Russische literatuur van na de omwenteling zijn Akoenin (misdaadromans), Loekjanenko, Makanin, Andrej Koerkov en Pelevin. Een relatief nieuwe trend in de Russische literatuur is dat vrouwelijke novelle-schrijvers, zoals Tatjana Tolstaja en Loedmila Oelitskaja, sterk naar voren treden.